# Emil Lewanow
Emil Lewanow, né le 3 septembre 1898 à Unruhstadt, aujourd'hui Kargowa en Pologne et mort le novembre 1935 à Berlin, est un coureur cycliste allemand, spécialiste du demi-fond .

## Biographie
Emil Lewanow apprend le métier de serrurier et en 1914, il devient cycliste professionnel. D'abord sprinteur, il obtient un certain succès, qui est dû également au fait que de nombreux coureurs sont enrôlés comme soldats. Il bat le champion du monde Willy Arend. En 1915, il passe au demi-fond et participe à sa première course en 1916. À l'automne de cette année-là, il est mobilisé, mais après avoir été transféré dans l'aviation à Döberitz, il peut courir à nouveau.
En 1921 et 1922, Lewanow remporte le Grand Prix de Berlin et en 1926, il est vice-champion d' Allemagne derrière Karl Wittig. En juillet 1923, lors d'une course à Amsterdam , il tombe et perd connaissance pendant plusieurs heures, et sa mort est même annoncée. En 1929, il remporte de nombreux Grands Prix de demi-fond et, vers 1927, il est quatrième dans les statistiques des stayers allemands les plus payés.
Il participe à neuf courses de six jours : en 1919, il prend la troisième place avec Otto Pawk et en 1924, il prend  la troisième place avec Walter Rütt à Berlin; avec Rütt en 1926 à Dortmund, il prend la deuxième place.
Il devient entraineur. Le 1er juin 1927, lui et son ami Franz Krupkat chutent lors d'une course à Leipzig , Krupkat succombe à ses blessures.
Lewanow gagne beaucoup, mais est accro au jeu et évolue dans des cercles louches, où il dépense beaucoup d'argent, comme le déplore le journaliste Fredy Budzinski. En 1930, après une autre chute grave, il met fin à sa carrière de cycliste et ouvre un restaurant à Berlin. En 1934, il est enregistré comme habitant au 11 Maassenstraße à Berlin-Schöneberg. En novembre de 1935, il se suicide au gaz; On a dit que la raison en était une maladie grave et aussi que ce n'était pas sa première tentative de suicide.

## Palmarès sur piste

### Championnat d'Allemagne
- 2e des championnats d'Allemagne de demi-fond en 1926[7], 3e en 1927

### Six jours
- Berlin 1919 : 3e avec Otto Pawk
- Berlin 1934 : 3e avec Walter Rütt
- Dortmund 1926 : 2e avec Walter Rütt

### Autres
- Roue d'Or de Berlin : 1920[8].
- Grand Prix de Berlin : 1921

## Critique
Le journaliste cycliste berlinois Fredy Budzinski a écrit à propos de Lewanow : « Un coureur sans tempérament est comme une soupe sans sel, mais le tempérament de Lewanow s'est souvent déchaîné dans la mauvaise direction et il  a perdu de nombreux amis, mais le style de conduite attrayant et l'audace dans la bonne l'humeur a toujours fasciné les fans de cyclisme, et Lewanow a toujours eu un large cercle d'adeptes ».

## Hommage
Le fabricant de vélo Corona a nommé un modèle de vélo de piste "No. 102 Lewanow-Sawall"